# Эрнст Август Брауншвейгский
Эрнст Август (нем. Ernst August III Herzog von Braunschweig und Luneburg, herzog von Hannover; 17 ноября 1887, Пенцинг — 30 января 1953, Паттензен) — последний герцог Брауншвейгский и Люнебургский (со 2 ноября 1913 года по 8 ноября 1918 года), принц Ганноверский, внук короля Георга V, прусский генерал-майор (27 января 1917). Последний реально правивший монарх из древнего дома Вельфов. Впоследствии титулярный король Ганновера (под именем Эрнст Август III).

## Биография
Эрнст Август Кристиан Георг Ганноверский, принц Великобритании и Ирландии, — третий и самый младший сын последнего кронпринца Ганновера Эрнста Августа, герцога Камберлендского, и принцессы Тиры Датской, дочери короля Дании Кристиана IX. Он родился во время эмиграции в Австрии и стал солдатом баварской армии.
Когда в 1884 году, не оставив наследников, умер правивший герцог Вильгельм Брауншвейг-Бевернский, приходившийся дальним кузеном, отец Эрнста Августа как старший из живущих Вельфов заявил о своих претензиях на Брауншвейг. Поскольку экс-кронпринц не желал отказываться от своих претензий наследовать престол Ганноверского королевства, аннексированного в 1866 году Пруссией, по требованию Бисмарка бундесрат Германской империи исключил его из числа наследников в Брауншвейге. Регентами Брауншвейга были назначены принц Альбрехт Прусский и после его смерти в 1907 году герцог Иоганн Альбрехт Мекленбургский.
24 мая 1913 года Эрнст Август сочетался браком с принцессой Пруссии Викторией Луизой, единственной дочерью короля Пруссии и императора Германской империи Вильгельма II. Свадьба положила конец тлевшему несколько десятилетий конфликту между Гогенцоллернами и Ганновером. Одновременно она послужила поводом для последней до Первой мировой войны крупной встречи европейских суверенов (многие из которых являлись потомками королевы Виктории или датского короля Кристиана). Помимо императорской четы Германии и четы герцогов Камберлендских на свадьбу прибыли король Великобритании и Ирландии Георг V с королевой Марией, а также император Николай II с императрицей Александрой Фёдоровной. Объявив о помолвке с Викторией Луизой, Эрнст Август принёс клятву верности кайзеру и получил повышение до ротмистра и был назначен командиром 4-го эскадрона 3-го (Бранденбургского) гусарского полка, шефами которого когда-то были его дед Георг V и прадед Эрнст Август I.
27 октября 1913 года 3-й герцог Камберлендский официально отказался в пользу сына от своих претензий на герцогство Брауншвейг, а днём позже бундесрат принял решение о том, что принц и принцесса Камберлендские должны стать правящими герцогом и герцогиней Брауншвейга и Люнебурга. Бывшее королевство Ганновер оставалось при этом провинцией Пруссии. Новый герцог вместе со своей супругой официально вступили в свои владения 1 ноября 1913 года и въехали в Брауншвейгский дворец.
Во время Первой мировой войны Эрнст Август, принимавший участие в военных действиях, получил звание генерал-майора, регентом герцогства на время своего отсутствия он назначил свою супругу. За участие в войне на стороне Германии был лишён всех британских титулов.
В ходе Ноябрьской революции вечером 8 ноября 1918 года, спустя один день после отречения своего тестя Вильгельма II Эрнст Август был вынужден подписать собственное отречение и передать власть местному совету рабочих и солдатских депутатов с Августом Мергесом во главе. Уже на следующий день он вместе с семьёй покинул Брауншвейг и направился в Австрию в Камберлендский дворец под Гмунденом. Оттуда он вёл многочисленные судебные тяжбы против Германской империи и Свободного государства Брауншвейг.

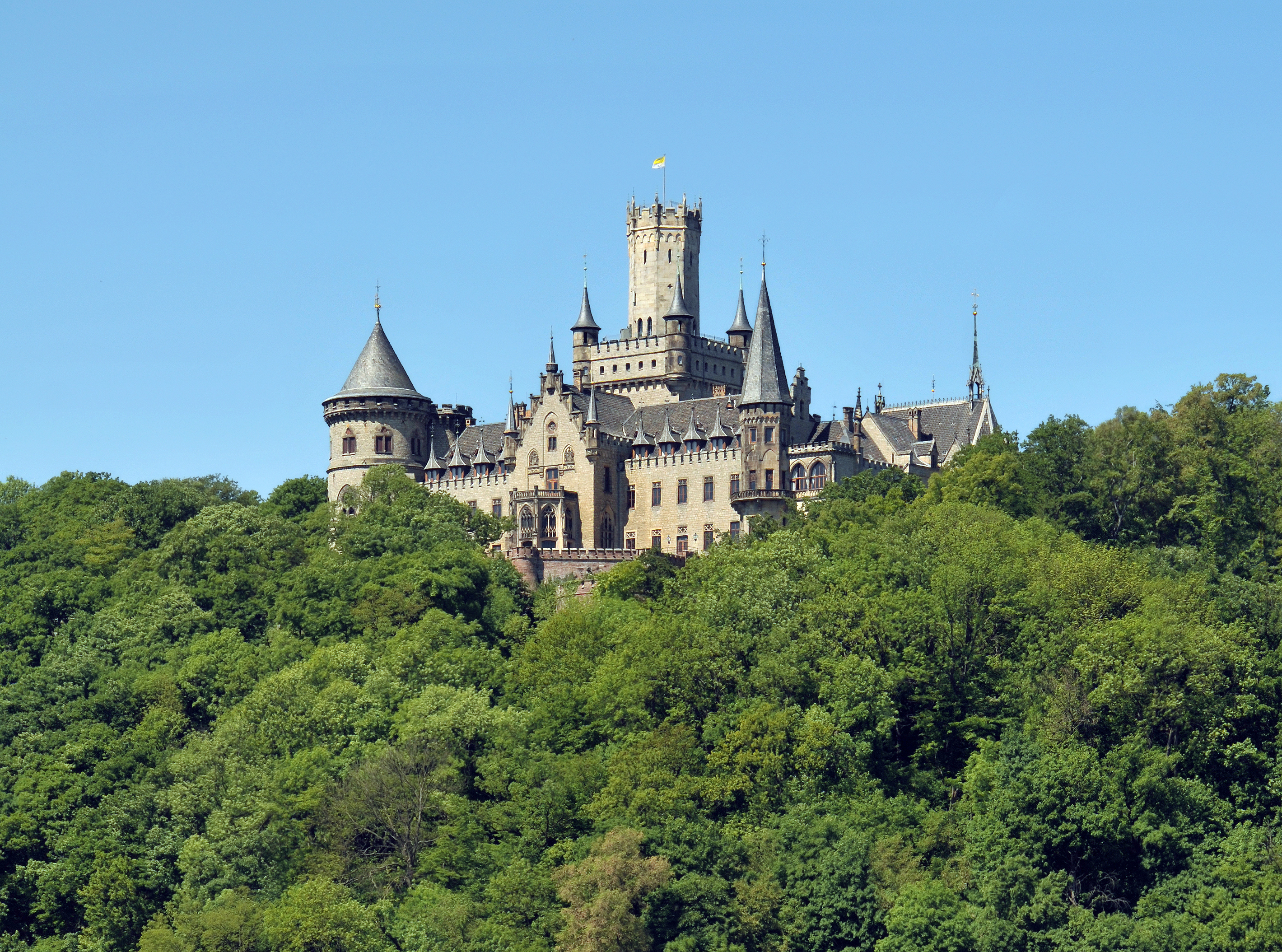
Замок Мариенбург, за владение которым судился Эрнст Август

В 1924 года в рамках компенсации герцогам земля Брауншвейг вернула Эрнсту Августу замки Бланкенбург и Мариенбург, поместья Каленберг, Гессен и Геймбург (вблизи Вернигероде), Вестдорф, а также поместье монастыря Михаэльштайн (общей площадью 10 тысяч га). В 1924-33 годах Эрнст Август судился за так называемый фонд Вельфов (известный как «фонд рептилий»). По решению суда за него ему были выплачены восемь миллионов рейхсмарок.
В 1930 году Эрнст Август с семьёй переехал из Камберлендского дворца во дворец Бланкенбург в Гарце. В конце Второй мировой войны ему и семье пришлось бежать оттуда от наступавших советских войск. Имущество из Бланкенбургской резиденции было погружено на 30 грузовиков и перевезено преимущественно в замок Мариенбург недалеко от Ганновера. 30 января 1953 года Эрнст Август умер в Мариенбурге. После объединения Германии его внук проиграл судебные процессы о возвращении имущества и дворцов на территории новых восточных федеральных земель, стоимость которых оценивалась в 2005 году в 100—150 млн евро. В 2005 году правнук Эрнста Августа выставил на аукцион Сотби большую часть перевезённого имущества и выручил за него около 25 млн евро.

## Дети
- Эрнст Август IV (1914—1987), жена — Ортруда Шлезвиг-Гольштейн-Зондербург-Глюксбургская (1925—1980), их старший сын — принц Эрнст Август V Ганноверский (род. 26.02.1954), династический глава Ганноверского дома.
- Георг Вильгельм Ганноверский (1915—2006)
- Фредерика Ганноверская (1917—1981)
- Кристиан Оскар Эрнст Август Вильгельм Георг (1919—1981)
- Вельф Генрих Эрнст Август Георг Кристиан Бертольд Фридрих Вильгельм Луи Фердинанд (1923—1997)